# Enfield Town (stacja kolejowa)
Enfield Town (kod stacji: ENF) - stacja kolejowa w Londynie, na terenie London Borough of Enfield, zarządzana i obsługiwana przez Greater Anglia. W roku statystycznym 2008-09 skorzystało z niej ok. 1,507 mln pasażerów.

## Galeria

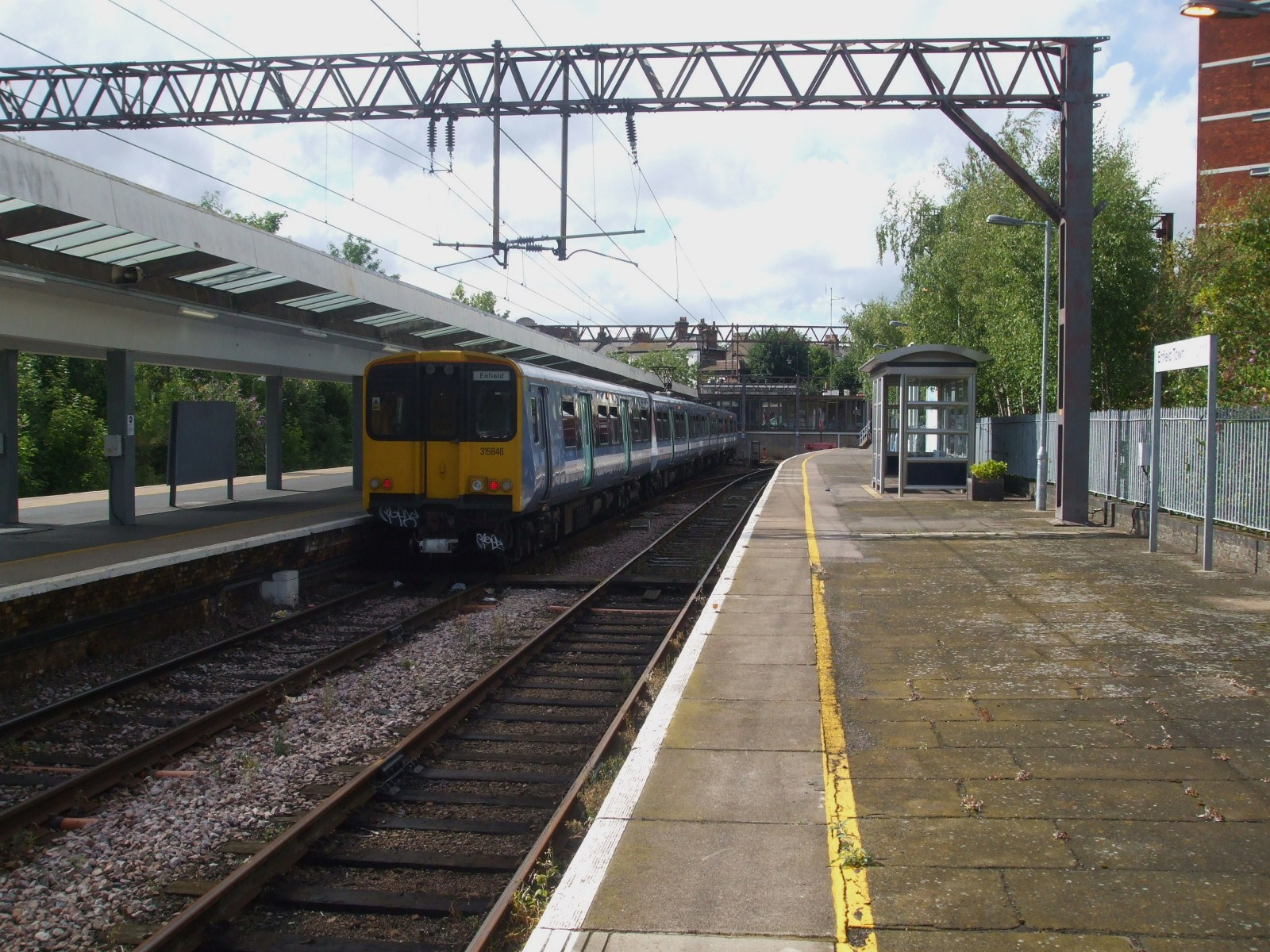
Pociąg British Rail Class 315 na stacji
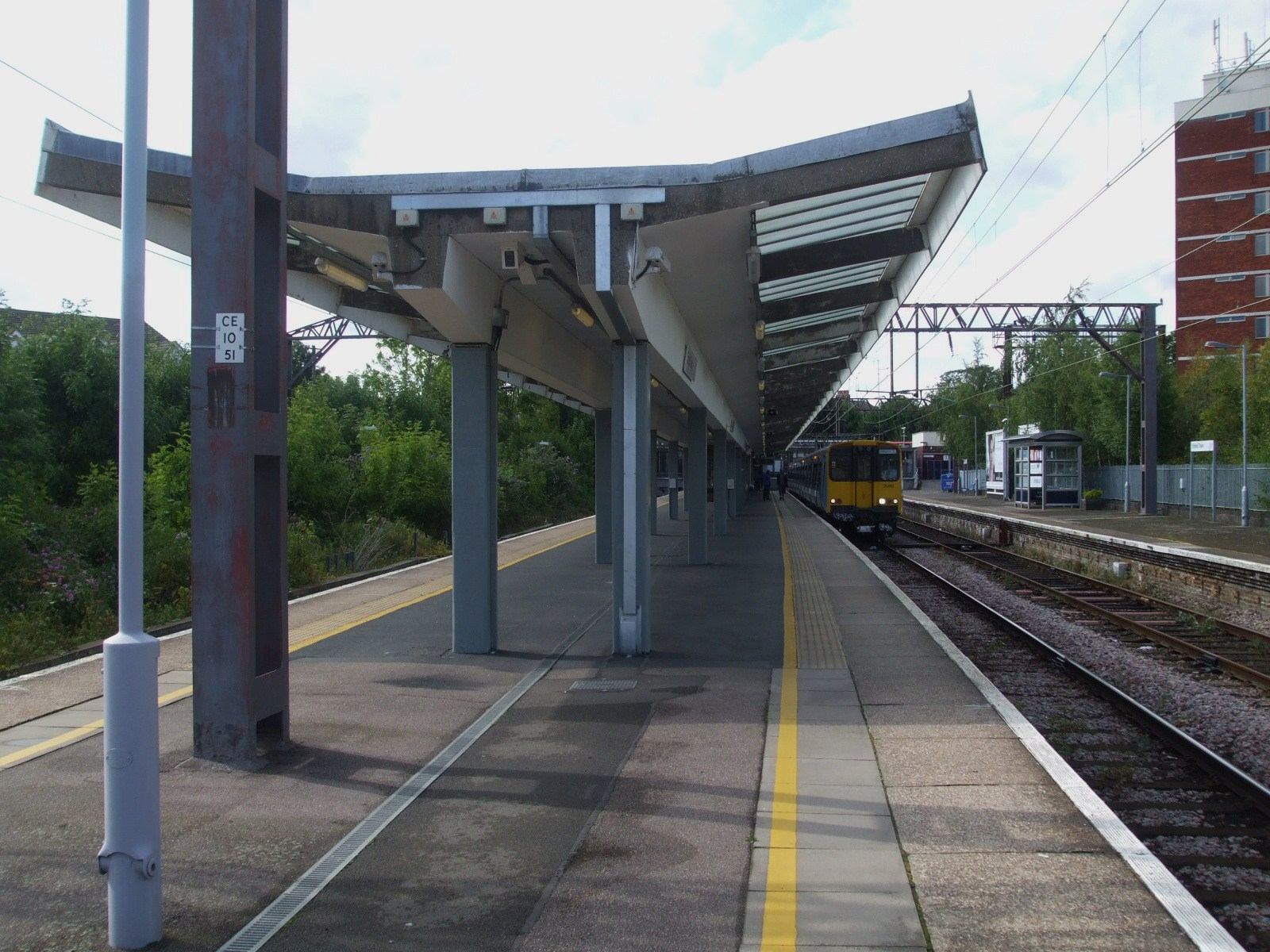
Perony
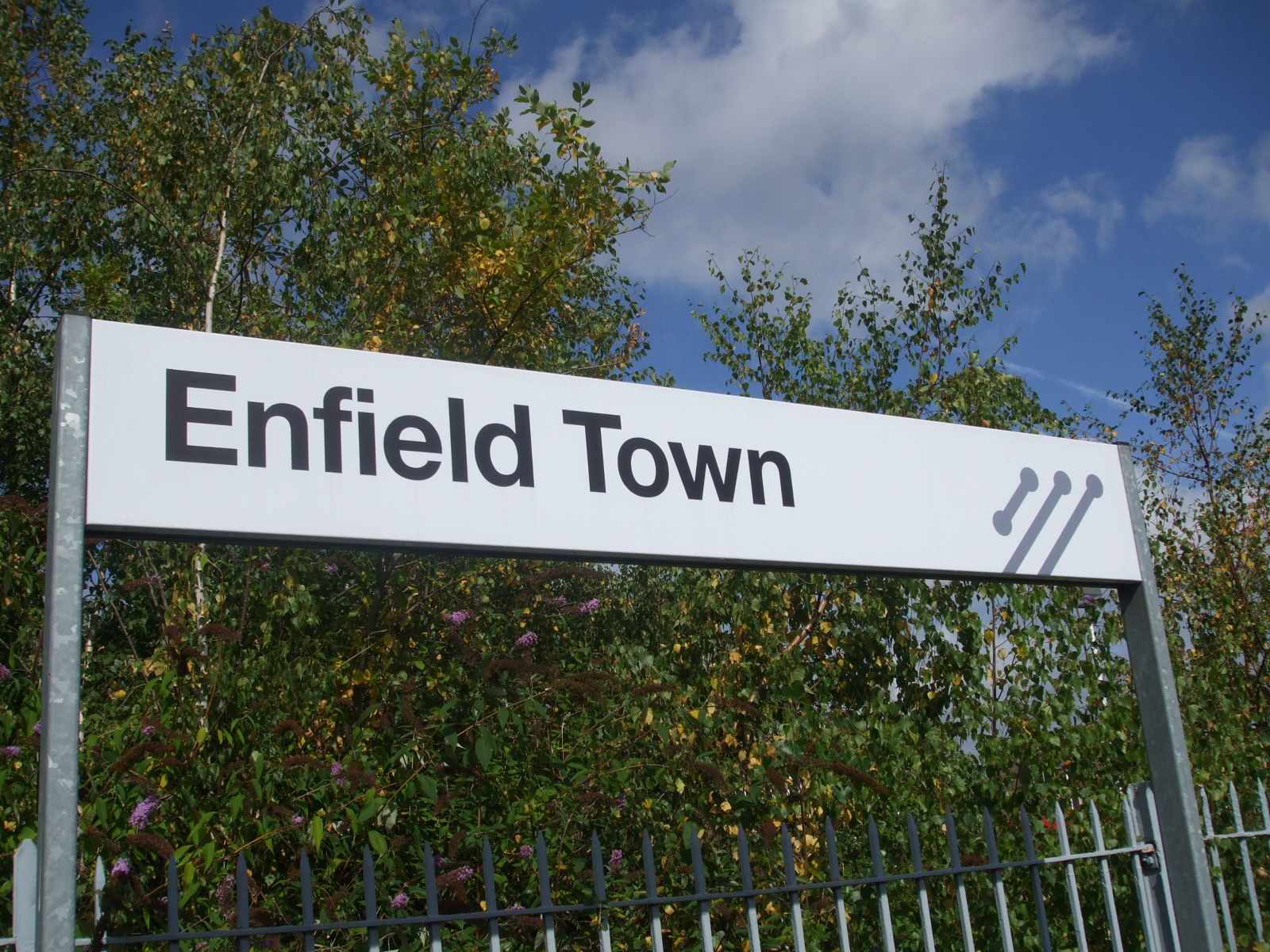
Tablica z nazwą stacji